# Байё (кантон)
Байё (фр. Bayeux) — кантон во Франции, находится в регионе Нормандия, департамент Кальвадос. Входит в состав округа Байё.

## История
До 2015 года в состав кантона входили коммуны Ажи, Арганши, Барбвиль, Байё, Коттён, Кюсси, Герон, Монсо-ан-Бессен, Нонан, Ранши, Сен-Лу-Ор, Сен-Мартен-дез-Антре, Сен-Вигор-ле-Гран, Сюбль,Сюлли, Восель.
В результате реформы 2015 года  состав кантона был изменен. В него были включены отдельные коммуны упраздненных кантонов Бальруа и Ри.

## Состав кантона с 22 марта 2015 года
В состав кантона входят коммуны (население по данным Национального института статистики за 2018 г.):
- Ажи (298 чел.)
- Арганши (223 чел.)
- Байё (13 017 чел.)
- Барбвиль (184 чел.)
- Во-сюр-Ор (321 чел.)
- Во-сюр-Сёль (309 чел.)
- Восель (509 чел.)
- Вьен-ан-Бессен (298 чел.)
- Герон (244 чел.)
- Жюэй-Мондей (673 чел.)
- Кампиньи (185 чел.)
- Ком (419 чел.)
- Конде-сюр-Сёль (289 чел.)
- Коттён (227 чел.)
- Кюсси (189 чел.)
- Ле-Мануар (218 чел.)
- Лонг-сюр-Мер (599 чел.)
- Манвьё (131 чел.)
- Маньи-ан-Бессен (152 чел.)
- Монсо-ан-Бессен (561 чел.)
- Нонан (497 чел.)
- Пор-ан-Бессен-Юппен (1 940 чел.)
- Ранши (254 чел.)
- Ри (511 чел.)
- Сен-Вигор-ле-Гран (2 464 чел.)
- Сен-Лу-Ор (531 чел.)
- Сен-Мартен-дез-Антре (695 чел.)
- Соммервьё (987 чел.)
- Сюбль (669 чел.)
- Сюлли (147 чел.)
- Траси-сюр-Мер (343 чел.)
- Шуэн (222 чел.)
- Эллон (544 чел.)
- Эске-сюр-Сёль (288 чел.)

## Политика
На президентских выборах 2022 г. жители кантона отдали в 1-м туре Эмманюэлю Макрону 34,0 % голосов против 23,0 % у Марин Ле Пен и 16,2 % у Жана-Люка Меланшона; во 2-м туре в кантоне победил Макрон, получивший 61,0 % голосов. (2017 год. 1 тур: Эмманюэль Макрон – 26,5 %, Франсуа Фийон – 21,7 %, Марин Ле Пен – 20,0 %, Жан-Люк Меланшон – 16,8 %; 2 тур: Макрон – 67,5 %. 2012 год. 2012 год. 1 тур: Николя Саркози — 28,9 %, Франсуа Олланд — 28,1 %, Марин Ле Пен — 15,1 %; 2 тур: Олланд — 51,2 %).
С 2015 года кантон в Совете департамента Кальвадос представляют президент Совета Жан-Леонс Дюпон (Jean-Léonce Dupont) (Центристы) и мэр коммуны Соммервьё Мелани Лепультье (Mélanie Lepoultier) (Разные правые).
|                | Кандидаты                        | Партия                   | Первый тур | Первый тур     | Второй тур | Второй тур |
| Кол-во голосов | Кандидаты                        | Партия                   | % голосов  | Кол-во голосов | % голосов  |            |
| -------------- | -------------------------------- | ------------------------ | ---------- | -------------- | ---------- | ---------- |
|                | Жан-Леонс Дюпон Мелани Лепультье | Правоцентристский блок   | 4 506      | 58,11          | 5 177      | 69,22      |
|                | Валери Арель Ксавье Брюшвик      | Левый блок               | 1 854      | 23,91          | 2 302      | 30,78      |
|                | Валери Дюпон Бернар Крузий       | Национальное объединение | 1 394      | 17,98          |            |            |

|                | Кандидаты                        | Партия                  | Первый тур | Первый тур     | Второй тур | Второй тур |
| Кол-во голосов | Кандидаты                        | Партия                  | % голосов  | Кол-во голосов | % голосов  |            |
| -------------- | -------------------------------- | ----------------------- | ---------- | -------------- | ---------- | ---------- |
|                | Жан-Леонс Дюпон Мелани Лепультье | Правый блок             | 5 106      | 47,78          | 7 173      | 73,16      |
|                | Серж Мишлини Фабьян Перрен       | Национальный фронт      | 2 378      | 22,25          | 2 632      | 26,84      |
|                | Стефан Гийо Полин Гранже         | Социалистическая партия | 1 916      | 17,93          |            |            |
|                | Лор Адам Шапрон Фредрик Тутен    | Разные левые            | 1 287      | 12,04          |            |            |